# Zīrjūbī
Zīrjūbī (persiska: زیرجوبی) är en ort i Iran.   Den ligger i provinsen Kermanshah, i den nordvästra delen av landet, 500 km väster om huvudstaden Teheran. Zīrjūbī ligger 1 388 meter över havet och antalet invånare är 132.
Terrängen runt Zīrjūbī är varierad. Runt Zīrjūbī är det ganska glesbefolkat, med 35 invånare per kvadratkilometer. Närmaste större samhälle är Ravānsar, 4,5 km sydost om Zīrjūbī. Trakten runt Zīrjūbī består till största delen av jordbruksmark.